# 佐竹佑一
佐竹 佑一（さたけ ゆういち、1980年1月18日 - ）は、日本のお笑い芸人、広島ローカルタレント、ラジオパーソナリティ。広島県広島市出身。NSC広島校1期生。現在はフリーで活動している。2020年よりダイハツ広島アンバサダー。
かつて活動したお笑いコンビ名「ボールボーイ」の名称を受け継いで、ボールボーイ佐竹と名乗り活動している。メディアでは、ボールボーイ佐竹、または、ボールボーイ佐竹佑一と表示されることが多いが、近年では佐竹佑一とだけ表示されることも増えている。
あらきあきゆき と『自称 カープ芸人』というトークライブイベントを毎月開催している。

## 概要
小学生の頃ソフトボールを始め、中学で軟式野球、高校では硬式野球をやっていた。
広島市立沼田高等学校の野球部で球拾い時代に横山貴規（よっこん）と出会い、後にお笑いコンビ『ボールボーイ』を結成、NSC広島校1期生となる。
お笑いコンビ『ボールボーイ』として2002年から2016年3月31日まで活動、相方・横山貴規（よっこん）の芸人引退によりお笑いコンビ『ボールボーイ』は解散。2016年4月からはピン芸人 ボールボーイ佐竹として活動している（但し、2015年頃から既にピンでの出演を開始していた）。
カープ芸人を自称しており、2015年からトークライブイベント『自称カープ芸人』を あらきあきゆき と共に定期的に開催している。また、レギュラー出演しているテレビ番組『全力応援 スポーツLOVERS』でカープ選手にインタビューしたり、ラジオ番組『それ聴け!Veryカープ!』にレギュラー出演するほか、トークイベントに山内泰幸（カープOB）と出演しカープトークを行ったり、新春恒例!カープ選手会ゴルフに同行するなどカープ芸人としての面の露出が多い。
2018年7月26日、シルク・ドゥ・ソレイユ創設30周年記念作品『キュリオス』大阪公演の広島PR隊長に就任。
2019年1月17日生放送のテレビ新広島『ひろしま満点ママ!!』の冒頭でMC棚田アナウンサーの促しで佐竹本人から2018年12月31日に入籍したことを報告。2019年9月30日、ハワイで挙式した。
2019年6月より「ワールドカップバレー2019」広島大会アンバサダーを務めた。

## 現在の出演

### テレビ
- ひろしま満点ママ!! （TSSテレビ新広島） 隔週月曜・隔週木曜  9：55～11：25
  - どこいる?LIVE（2018年4月 - 2019年）隔週月曜
  - コーナー「OKIRAKUツアーズ」（浅田真由とコンビ： - 2018年3月29日、岡崎花帆子とコンビ：2018年4月12日 - 2020年3月、藤岡なおとコンビ：2020年4月 - ） 藤岡なおと隔週木曜出演
  - コーナー「OKIRAKUテイクアウト」（2020年4月23日 - ）
  - コーナー「OKIRAKU GoToひろしま」（2020年 - ）
  - コーナー「あなたがジャッジ!きゅんとぴえん」（2021年 - ）中西敦子アナンサーと対決
- 全力応援 スポーツLOVERS （TSSテレビ新広島） 毎週土曜 17:00～17:30
  - コーナー「ボールボーイ佐竹の愚痴聞き屋はじめました」（2017年6月3日（第1回）、不定期コーナー）
  - コーナー「佐竹の竹情報」（2019年4月 - ）も担当
- ゲーム直前カープタイムズ（2017年、ひろしまケーブルテレビ） 不定期出演
- カープなんでも調査隊 season3（2018年、ちゅピCOMひろしま） 隊長
- テレビ派（広島テレビ）
  - 毎週火曜コーナー「リアルガチ!佐竹、夢のマイホーム大作戦」（2021年 - ）リポーター
- ご褒美マイスター（2021年、TSSテレビ新広島）浅田真由と出演
- イマナマ! イマオシ3 ごめん遊ばせ（2021年）コーナーEDも踊った

### 配信
- 広島の様々な情報を発信するエンタメチャンネル【 from H 】逸品一品（2018年4月 - 、YouTube）松本裕見子とコンビで出演
- F.D.K.チャンネル 広島☆タレント発掘バラエティー「チャンス」（2018年12月23日 - 、Youtube）MC
- 広島よしもとおしゃべりシャレオ!（ぽるぽるLIVE）紙屋町シャレオ中央ひろば ぽるぽるスタジオから公開生配信

### ラジオ
- それ聴け!Veryカープ! （2017年4月 - 、RCCラジオ） レギュラー 毎週月曜
- STU48のちりめんパーティー （2017年7月8日 - 、RCCラジオ） MC  毎週土曜23:00～23:30
STU48メンバーを毎週交代で迎えて佐竹は毎週出演。
  - RNB南海放送   毎週土曜23：00～ （初回放送：2017年10月7日）
  - KRY山口放送   毎週日曜17：30～ （初回放送：2017年10月1日）
  - RSK山陽放送   毎週土曜21：30～ （初回放送：2017年10月7日） ※RSK山陽放送のみ、1週間遅れ内容を放送[8]

### イベント
- トークライブ『自称 カープ芸人』（2015年 - ） あらきあきゆきとコンビで開催
- 自称カープ芸人 あらきあきゆき＆ボールボーイ佐竹 カープ観戦前決起イベント!!カープトークライブinエールエール（2018年、広島駅南口地下広場） MC

### 連載
- デイリースポーツ広島版 コラム「ボールボーイ佐竹の出入りー自由な話」（2018年4月 - ）隔週月曜

## 過去の出演

### テレビ
- 広島ホームテレビスペシャル 池上彰が探る ～広島市土砂災害と地球温暖化～（2015年3月21日、広島ホームテレビ）
- 2016新春恒例!カープ選手会ゴルフ（2016年1月2日、広島テレビ）
  - 2017 新春恒例!カープ選手会ゴルフ（2017年1月3日、広島テレビ）
  - 2018 新春恒例!カープ選手会ゴルフ（2018年1月2日、広島テレビ）
- グランツールせとうち しまなみベストショット（2016年5月7日、広島テレビ）
- スポラバSP カープリーグ制覇SP（2016年9月10日深夜25時45分～28時30分、TSSテレビ新広島[9]）
- スポラバSP 感動をありがとう!カープ優勝パレード カープ優勝報告会（2016年11月5日、TSSテレビ新広島）
  - スポラバSP 感動をありがとう!カープ優勝パレード（2016年11月5日10：25～11：50）
  - スポラバSP 感動をありがとう!カープ優勝報告会（2016年11月5日12：00～15：15）
- カープ道（2016年 - 、広島ホームテレビ）
  - #38｢カープ芸人が激論!優勝の○○!｣ （2016年9月17日）
  - #137「ひと足早く開幕!ファームのココが面白い｣ （2019年4月3日）
  - #149「ひと足早く!これまでの戦い総決算｣ （2019年7月10日
  - #182 ｢緊急!?カープ会議｣ （2020年4月29日）
  - #185 ｢待ちに待った開幕SP？｣ （2020年6月17日）
  - #206「本人公認!?『すごいぞ!菊池さん 今年も頼んだ!!』前半戦｣ （2021年1月27日）
  - #207「本人公認!?『すごいぞ!菊池さん 今年も頼んだ!!』後半戦｣ （2021年2月3日）
  - #208「本人公認!?『すごいぞ!菊池さん 今年も頼んだ!!』延長戦｣ （2021年2月24日）
  - #211「開幕直前SP！１０人に聞きました！！｣ （2021年3月24日）
  - #224「カープファン考｣ （2021年8月18日）
  - #227「登場曲を知って盛り上がろう!前半戦｣ （2021年9月15日）
  - #228「登場曲を知って盛り上がろう!後半戦｣ （2021年9月22日）
- 帰ってきた CARPなんでも調査隊（2016年12月12日～18日・12月26日～2017年1月1日、ちゅピCOMひろしま） 隊長：ボールボーイ佐竹佑一、隊員：中国新聞 迫佳恵
- 新春!カープ祭り（2017年1月1日、TSSテレビ新広島）
- カープっ娘TV2（2017年2月、TSSテレビ新広島）
- 広島ベストハウス（2017年2月17日、TSSテレビ新広島） 浅田真由とコンビで出演
  - 広島ベストハウスPart2（2017年9月30日、TSSテレビ新広島） 浅田真由とコンビで出演
- 慎吾ちゃんの旅しるべ4 カープファンのみんないい夢みろよ!? （2017年3月18日、TSSテレビ新広島）
- Veryカープ！安仁屋倶楽部（2017年8月、RCCテレビ） 部員No.5  毎週水曜深夜23:56～24:11  不定期出演
- テレビ派×進め!スポーツ元気丸 presents リーグ制覇へ!カープ黄金時代がやって来たSP（2017年9月3日、広島テレビ）
- スポラバ カープV8！おめでとうSP（2017年9月18日深夜、TSSテレビ新広島）
- ひろしま満点ママ 最高で～す!祝・連覇!ありがとうV8（2017年9月19日、TSSテレビ新広島）
- ひろしま満点ママ!!カープCS突破!めざせ日本一!全全全力応援デー（2017年10月17日、TSSテレビ新広島） 街あそびウォーク 目指せ日本一 カープ応援全全全力さんぽ
- スポラバ カープ優勝パレード 全部見せますSP（2017年11月25日、TSSテレビ新広島） リポーター
- スポラバSP ハワイ優勝旅行 楽しんだ王決定戦＆菊さんぽ（2018年1月2日、TSSテレビ新広島）
- 万田発酵Presents グラン・ツールせとうち2018 しまなみ満腹サイクル～ぽっちゃりふたりのグルメ編～（2018年1月13日 広島テレビ、2018年1月20日 RNB南海放送）
- 恋とか愛とか（仮）（広島ホームテレビ）
  - Episode31｢セックスレスな男｣#2-A（2018年1月18日） 探偵 役
  - Episode33｢狙われる女｣#2-B および #3-Another Story（2018年5月17日・5月31日） 探偵 役
  - 芸人SP ～恥ずかしすぎる恋物語2～ 「まいにち、ポジティヴな男」#1（2018年10月19日）先輩芸人 BB佐竹 役
  - Episode39｢シブる男｣（2019年4月）家電量販店店員 役
  - 放送200回直前特別企画 〜恋愛コンプライアンスを考える〜第1夜 コンプラな男（2019年9月6日） 下門(32)役
- みはらセブンラバーズ MIHALOVEを探せ!（2017年#7・#8・#21・#22・2018年#39・#40、TSSテレビ新広島）
- TSSみんなのテレビ （ - 2018年3月30日、TSSテレビ新広島） 毎週木曜  現地より河野行恵TSSアナウンサーとコンビで生中継。
- TSSプライムフライデー（TSSテレビ新広島） 毎週金曜
  - コーナー「ボールボーイ佐竹のカープが一番」（2020年4月10日 - 6月26日）
  - コーナー「早刷り!スポラバSMVP(Satake’s Most Valuable Player)」（2018年 - 2020年）

| 回                                                                          | 放送日         | 受賞者                                                  | 備考                                             |
| --------------------------------------------------------------------------- | -------------- | ------------------------------------------------------- | ------------------------------------------------ |
| 第1回                                                                       | 2018年4月6日   | 下水流昂                                                |                                                  |
| 第2回                                                                       | 2018年4月20日  | 堂林翔太                                                |                                                  |
| 第3回                                                                       | 2018年5月4日   | アドゥワ誠                                              |                                                  |
| 第4回                                                                       | 2018年5月11日  | 大瀬良大地                                              |                                                  |
| 第5回                                                                       | 2018年5月18日  | 石原慶幸                                                |                                                  |
| 第6回                                                                       | 2018年5月25日  | 水本勝己二軍監督                                        |                                                  |
| 第7回                                                                       | 2018年6月1日   | 野間峻祥                                                |                                                  |
| 第8回                                                                       | 2018年6月8日   | 松山竜平                                                |                                                  |
| 第9回                                                                       | 2018年6月15日  | 西川龍馬                                                |                                                  |
| 第10回                                                                      | 2018年6月22日  | 九里亜蓮                                                |                                                  |
| 第11回                                                                      | 2018年6月29日  | 野村祐輔                                                |                                                  |
| 第12回                                                                      | 2018年7月20日  | 會澤翼                                                  |                                                  |
| 第13回                                                                      | 2018年7月22日  | 下水流昂                                                | 2回目の受賞                                      |
| 第14回                                                                      | 2018年8月3日   | 安部友裕                                                |                                                  |
| 第15回                                                                      | 2018年8月10日  | 高橋樹也                                                |                                                  |
| 第16回                                                                      | 2018年8月17日  | 大瀬良大地                                              | 2回目の受賞                                      |
| 第17回                                                                      | 2018年8月24日  | 西川龍馬                                                | 2回目の受賞                                      |
| 第18回                                                                      | 2018年8月31日  | 大瀬良大地                                              | 3回目の受賞                                      |
| 第19回                                                                      | 2018年9月7日   | アドゥワ誠                                              | 2回目の受賞                                      |
| 特別編                                                                      | 2018年9月7日   | 新井貴浩                                                | 9月5日引退表明                                   |
| 第20回                                                                      | 2018年9月14日  | 一岡竜司                                                |                                                  |
| 第21回                                                                      | 2018年9月21日  | 中﨑翔太                                                |                                                  |
| セ・リーグ優勝特別編                                                        | 2018年9月28日  | 九里亜蓮                                                |                                                  |
| 第22回                                                                      | 2018年10月5日  | 松山竜平                                                | 2回目の受賞                                      |
| 特別編                                                                      | 2018年10月19日 | 天谷宗一郎                                              | 引退                                             |
| 第23回                                                                      | 2018年10月26日 | 上本崇司                                                |                                                  |
| 日本シリーズ特別編                                                          | 2018年11月2日  | 松山竜平                                                |                                                  |
| 2018年11月9日放送 TSS Satake's MVP 2018シーズンSMVP最多受賞(3度) 大瀬良大地 |                |                                                         |                                                  |
| 冬季キャンプ編                                                              | 2018年11月16日 | 西川龍馬                                                |                                                  |
| 選手が選ぶMVP                                                               | 2018年11月23日 | 野間峻祥が選んだMVP 上本崇司 鈴木誠也が選んだMVP 丸佳浩 |                                                  |
| 2018 SMVP 最多受賞者・表彰式                                                | 2018年12月14日 | 佐竹から大瀬良大地に金色のトロフィーが手渡された        | 佐竹から大瀬良大地に金色のトロフィーが手渡された |

| 回                           | 放送日         | 受賞者     | 備考                           |
| ---------------------------- | -------------- | ---------- | ------------------------------ |
| 第1回                        | 2019年4月5日   | 大瀬良大地 |                                |
| 第2回                        | 2019年4月12日  | 床田寛樹   |                                |
| 第3回                        | 2019年4月26日  | バティスタ |                                |
| 第4回                        | 2019年5月3日   | 床田寛樹   | 2回目の受賞                    |
| 第5回                        | 2019年5月10日  | レグナルト |                                |
| 第6回                        | 2019年5月17日  | 磯村嘉孝   |                                |
| 第7回                        | 2019年5月24日  | 西川龍馬   |                                |
| 第8回                        | 2019年5月31日  | 九里亜蓮   |                                |
| 第9回                        | 2019年6月7日   | 山口翔     |                                |
| 第10回                       | 2019年6月14日  | 中村恭平   |                                |
| 第11回                       | 2019年6月21日  | 西川龍馬   | 2回目の受賞                    |
| 第12回                       | 2019年6月28日  | 遠藤淳志   |                                |
| 第13回                       | 2019年7月5日   | 高橋大樹   |                                |
| 第14回                       | 2019年7月12日  | 今村猛     |                                |
| 第15回                       | 2019年7月19日  | 九里亜蓮   | 2回目の受賞                    |
| 第16回                       | 2019年7月26日  | バティスタ | 2回目の受賞                    |
| 第17回                       | 2019年8月2日   | 西川龍馬   | 3回目の受賞                    |
| 第18回                       | 2019年8月9日   | 大瀬良大地 | 2回目の受賞                    |
| 第19回                       | 2019年8月16日  | 松山竜平   |                                |
| 第20回                       | 2019年8月23日  | 大瀬良大地 | 3回目の受賞                    |
| 第21回                       | 2019年8月30日  | 遠藤淳志   | 2回目の受賞                    |
| 第22回                       | 2019年9月13日  | 西川龍馬   | 4回目の受賞                    |
| 第23回                       | 2019年9月20日  | 堂林翔太   |                                |
| 第24回                       | 2019年9月27日  | 松山竜平   | 2回目の受賞                    |
| 2019 SMVP 最多受賞者・表彰式 | 2019年12月13日 | 西川龍馬   | 佐竹からトロフィーが手渡された |

- ボールボーイ佐竹がサタデーに、プレミアムなプレゼンをする「サタ・プレ」（2018年11月3日 - 終了、TSSテレビ新広島） 毎週土曜 11:40 ～ 11:50  MC
- 鯉に恋してコイトーク（2018年12月23日、テレビ新広島）「モテカープ女子Lesson」カホコの先輩カープ男子 役 / 「モテカープ男子Lesson」モテたいカープ男子 役
- サンフレッチェ魂2018（2018年12月26日、テレビ新広島）
- スポラバ新春SP カープイケメンパラダイスinハワイ＆誠也・峻祥のなかよし温泉（2019年1月2日、テレビ新広島）
- しまなみ お宝グルメロード（2019年12月16日、広島テレビ）MC 矢野帆夏(STU48)・門田桃奈(STU48)と出演
- ひろしま満点ママ!!番外編 OKIRAKUコンビが行く!伊豆・箱根・東京 よくばりツアー!（2019年3月16日、テレビ新広島）料理研究家 沖光光子とコンビで旅人
- わんぱく大作戦 わんぱくクッキング王 おいしい料理できたよ!（2019年3月29日、テレビ新広島）HIPPYと共に審査員
- グラン・ツール・せとうち しまなみフォトジェニック（2019年5月11日、広島テレビ）
- 勝ちグセ。Carp TVスペシャル 〜激論 逆転4連覇への道筋は!?〜（2019年8月24日、広島ホームテレビ）
- TSSプライムフライデー（2019年8月30日、テレビ新広島）金田アナの代打MC
- TSS全力応援 Carp中継 広島東洋カープ×中日ドラゴンズ（2019年9月12日、テレビ新広島）解説
- スポラバ新春特番 なにわカープ男子旅 やっぱ地元も好きやねんSP（2020年1月2日、テレビ新広島）司会
- スポラバ特番 独占密着!カープ大瀬良結婚式 & 石原・小窪・會澤 男の大新年会（2020年1月3日、テレビ新広島）
- カープ開幕直前SP 全力!達川塾（2020年3月17日・6月16日、2021年3月23日、テレビ新広島）
- きっといつかの男旅 パパタレ2人でしまなみロケハンめぐり（2021年12月26日、広島テレビ）MC
- 広がれ！ゴミゼロの輪（2023年11月4日・2024年12月7日、テレビ新広島）

### ラジオ
- それ聴け!Veryカープ!バッチコイする応援団inカープフェスティバル鯉祭り（2018年3月25日、RCCラジオ）
- 中四国ライブネット カープ開幕スペシャル バリバリバリなNew Normal!（2021年3月14日、中四国8局ネット：RCC中国放送、RSK山陽放送、KRY山口放送、BSS山陰放送、RNB南海放送、RNC西日本放送、JRT[[四国放

=== 映画 ===
* 鯉のはなシアター（2018年公開、監督：時川英之）送]]、RKC高知放送）

## CM
広島ローカル
- 日本旅行 赤い風船×スポラバ ビジター応援ツアー（2017年8月）山内泰幸（カープOB）と出演
  - 日本旅行 赤い風船×スポラバ カープ日南キャンプ応援ツアー（2017年12月）山内泰幸（カープOB）と出演
- フリマアプリ mercari（メルカリ）（2017年11月 - 2018年9月）毎月ごとにNewバージョンで出演
  - ナレーション：古沢知子（2017年11月-2018年3月）/ 衣笠梨代（2018年4月-2018年9月）
- ルマンオート スーパーSUPERフェア! 新春154時間限定（2018年1月2日 - 8日）
- スーパーマーケット藤三 電子マネー CoGCa（コジカ）カード（2019年）料理研究家 沖光光子と出演
- ダイハツ広島 ダイハツカーシェア（2019年、インフォマーシャル）岡崎花帆子と出演
  - ダイハツ広島 ダイハツカーシェア OKIRAKUツアーズ HIJET CARGOクルーズ楽旅（2019年、インフォマーシャル）岡崎花帆子と出演
- サンヨー食品 サッポロ一番 オタフクお好みソース味焼そば（2019年）ゴッホ向井ブルーと出演
- イオンモール広島府中 BLACK FRIDAY 11月22日-26日（2019年）パンダの格好をして「お買い物袋がパンパンだー!」
- ダイハツ広島 OKURAKUツアーズ ROCKY篇（2020年4月）藤岡なおと出演
- 恋とか愛とか（仮）×モア・トゥインクル（2020年）
  - 「脱毛したい女?」篇 - 女?役
  - 「変わる女」篇 - 元カレ役
  - 「終活する女」篇 - 祖母役
  - 「受け継ぐ女」篇 - 母役

## WEBサイト
- ダイハツ広島TV（2020年、ダイハツ広島販売）[11]

## 舞台
- 舞台 恋とか愛とか（仮）（2016年10月6日～10月10日、ぽるぽるホール、主催：広島ホームテレビ） 広島会場に出演[12]
  - 広島ホームテレビのテレビ番組『恋とか愛とか（仮）』の舞台化。
- 劇団マージブル座長公演『絆(コネ)』（2018年6月17日、山小屋シアター）

## PV
- Mebius「えがお」

## イベント
- 自称カープ芸人（2015年4月（Vol.1） - ）
- 鯉のはなシアターDVD第2弾発売記念 番組公開収録&トークライブ ｢鯉の裏はなシアター｣（2015年4月25日、アステールプラザ）[13]
- HOMEぽるフェス2015 EDION presents 第1回紅白カープソング歌合戦（2015年11月14日、基町クレド） 紅組キャプテン
- 広島ホームテレビpresents「HOMEトークライブ＋ぽるぽるダンス」（2017年5月5日）
- サンフレッチェ広島ファン感謝デー2017（2017年7月17日、広島広域公園第一球技場）
- RCC開局65年記念 Veryカープ!王 決定戦2017 1st STAGE（福山会場）（2017年9月10日、福山市立西小学校 体育館）
- デイリースポーツ創刊70年記念イベント カープリーグ連覇パーティー（2017年12月18日、オリエンタルホテル広島） 司会
- 菊池涼介と過ごすカープファンSpecial Event～SECOND TIME（2017年12月19日、ホテルセンチュリー21広島） 司会
- STU48 第2期生オーディション最終審査〜少女の夢の扉を開けるのはアナタだ!〜（2019年10月27日、広島県・NTTクレドホール）司会[14]

## 表紙
- 月刊タウン情報ひろしま TJ Hiroshima 2016年7月号（月亭方正と2人で）
- スーモマガジン 2021年7月7日発行号 カープと広島の街 石原＆ボールボーイ佐竹が語る（カープOB石原慶幸と2人で）

## 書籍
- カープが優勝した25の理由 2016 CENTRAL LEAGUE CHAMPIONS（2016年12月、ザメディアジョンプレス） ISBN 978-4862504760
インタビューされた25人のうちの1人